# Санада Масанорі
Масанорі Санада (яп. Masanori Sanada, нар. 6 березня 1968, Сідзуока — пом. 6 вересня 2011) — японський футболіст, що грав на позиції воротаря.
Виступав, зокрема, за клуб «Сімідзу С-Палс», а також національну збірну Японії.

## Клубна кар'єра
Народився 6 березня 1968 року в місті Сідзуока.
У дорослому футболі дебютував 1990 року виступами за команду клубу «АНА», в якій провів два сезони, взявши участь у 36 матчах чемпіонату. 
У 1992 році перейшов до клубу «Сімідзу С-Палс», за який відіграв 12 сезонів. Більшість часу, проведеного у складі «Сімідзу С-Палс», був основним голкіпером команди. Завершив професійну кар'єру футболіста виступами за команду «Сімідзу С-Палс» у 2004 році.
Помер 6 вересня 2011 року на 44-му році життя.

## Виступи за збірну
У 1988 році дебютував в офіційних матчах у складі національної збірної Японії. Протягом кар'єри у національній команді, яка тривала усього 1 рік, провів у формі головної команди країни 3 матчі, пропустивши 3 голи.
У складі збірної був учасником кубка Азії з футболу 1988 року у Катарі.

## Титули і досягнення
- Володар Кубка Джей-ліги (1):

«Сімідзу С-Палс»: 1996
- Володар Кубка Імператора Японії (1):

«Сімідзу С-Палс»: 2001
- Володар Суперкубка Японії (2):

«Сімідзу С-Палс»: 2001, 2002
- Володар Кубка володарів кубків Азії (1):

«Сімідзу С-Палс»: 1999-2000